# Desmogomphus tigrivensis
Desmogomphus tigrivensis là loài chuồn chuồn trong họ Gomphidae. Loài này được Williamson mô tả khoa học đầu tiên năm 1920.